# La via delle tenebre
La via delle tenebre (titolo originale: The Way of Shadows) è un romanzo fantasy (del 2008) dello scrittore statunitense Brent Weeks, primo volume della trilogia L'angelo della notte.

## Trama
Il piccolo Azoth di undici anni è uno dei tanti ragazzi che fanno parte della gang del Dragone Nero: come tutti i "ratti" della gang, anche Azoth ed il suo miglior amico Jarl sono senza famiglia e vivono di espedienti nei Cunicoli della città di Cenaria. Il sogno di Azoth è di lasciarsi alle spalle i Cunicoli e l'ostilità violenta di Ratto, il Pugno del Dragone Nero, e diventare apprendista di Durzo Blint, il migliore sicario di Cenaria. Azoth riesce ad incontrare Durzo, che però rifiuta decisamente di prenderlo come apprendista, inoltre con questa iniziativa personale Azoth provoca anche la reazione violenta di Ratto, che colpisce Jarl e la piccola Bambola, una bimba di 8 anni.
Intanto a Cenaria, capitale di uno dei regni di Midcyru, è in corso un conflitto per il potere: il re Davin è stato lentamente avvelenato da Durzo Blint e dopo la sua morte il nuovo re è Aleine Gunder, un uomo inetto che, grazie all'appoggio del Sa'kagé, si è assicurato l'ascesa al trono al posto del duca Regnus Gyre. Il duca avrebbe potuto contare sull'aiuto del generale Brant Agon per essere il nuovo re, ma, timoroso delle conseguenze che avrebbe avuto la sua incoronazione, non si è opposto alla vittoria di Aleine ed ha accettato la decisione del nuovo re di prendere il comando dell'avamposto settentrionale di Screaming Winds, al confine col regno di Khalidor.
Intanto il mago Solon Tofusin, nobile dell'impero Seth, incaricato dal profeta Dorian di portare aiuto a "Lord Gyre", giunge alla tenuta dei Gyre a Cenaria. Dopo essere stato informato che il duca è partito per Screaming Winds, Solon conta di recarsi subito in quell'avamposto, ma si ritrova in dubbio su che cosa fare quando sente che il giovane Logan, figlio del duca, è l'attuale "Lord Gyre", ed alla fine decide per il momento di restare al servizio di Logan.
Ratto si incontra segretamente con un Vürdmeister, il potente mago Neph Dada, e scopre di essere uno dei figli illegittimi di Garoth Ursuul, re divino di Khalidor. In quanto figlio - dotato di Talento - del re divino, a Ratto viene affidato un difficile compito: diventare Shinga del Sa'kagé della città e preparare il terreno alla futura conquista del regno di Cenaria da parte di Khalidor; se Ratto non fallirà potrebbe diventare l'erede al trono di Khalidor. Intanto Neph Dada desidera conoscere il piano di Ratto per eliminare Azoth.

## Personaggi

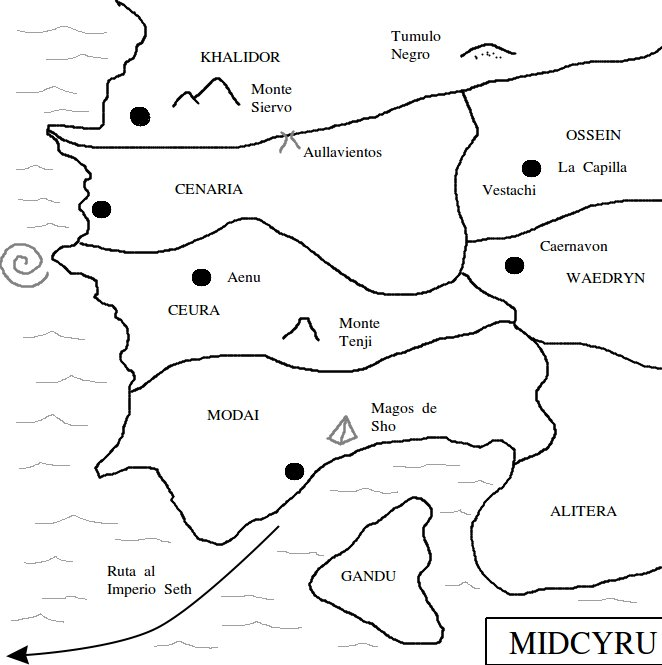
Midcyru

### La gang delDragone Nero
- Azoth
- Ja'laliel, capo del Dragone Nero
- Ratto, Pugno del Dragone Nero
- Jarl, amico di Azoth
- Bambola, amica di Azoth
- Roth
- Leporino

### Nobili di Cenaria
- il re Davin
- il duca Regnus Gyre
- il duca Wesseros
- il duca Graesin
- Terah Graesin, figlia del duca
- Catrinna Gyre, moglie di Regnus
- Logan Gyre, figlio di Regnus, fidanzato di Serah Drake
- Lady Trudana Jadwin, amante di re Aleine IX

### La famiglia Gunder
- Aleine Gunder, in seguito re Aleine IX, detto Niner
- Nalia, moglie di Aleine Gunder
- il principe Aleine, figlio di re Aleine IX
- Jenine, figlia di re Aleine IX

### IlSa'kagédi Cenaria
- Pon Dradin, shinga del Sa'kagé
- Corbin Fishill
- Gwinvere Kirena, alias Momma K., la Signora dei Piaceri

### La famiglia Drake
- il conte Rimbold Drake, avvocato
- Serah, figlia maggiore del conte
- Mags, figlia del conte
- Aline, figlia minore del conte

### Khalidor
- Garoth Ursuul, re divino di Khalidor
- Neph Dada, Vürdmeister

### Esercito e guardie reali di Cenaria
- Capitano Arturian
- Thaddeus Blat, ufficiale
- Sergente Bamran Gamble

### Altri personaggi
- Durzo Blint, sicario
- Hu Gibbet, sicario
- Scarred Wrable, sicario
- Viridiana, apprendista di Hu Gibbet
- Brant Agon, generale cenariano
- Solon Tofusin, nobile dell'isola di Seth
- Dorian, mago e profeta
- Feir Cousat, guerriero e amico di Dorian

## Edizioni
- Brent Weeks, La via delle tenebre, Newton & Compton, 2010, ISBN 8854117676.